# Ryan Andrews
Pour les articles homonymes, voir Andrews.
Ryan Andrews, né le 26 août 2004 à Watford en Angleterre, est un footballeur anglais qui évolue au poste d'arrière droit au Watford FC.

## Biographie

### En club
Né à Watford en Angleterre, Ryan Andrews est formé par le club local du Watford FC. En mai 2022, à 17 ans, il signe son premier contrat professionnel avec son club formateur, d'une durée de deux ans, avec une année supplémentaire en option.
Il joue son premier match en professionnel le 7 janvier 2023, lors d'une rencontre de coupe d'Angleterre contre le Reading FC. Il entre en jeu à la place de Mario Gaspar et son équipe est battue par deux buts à zéro.
Le 16 septembre 2023, Ryan Andrews inscrit son premier but en professionnel, à l'occasion d'une rencontre de championnat face à Birmingham City. Il entre en jeu à la place de Jeremy Ngakia et participe à la victoire de son équipe par deux buts à zéro,. Le 27 avril 2024, il donne la victoire à son équipe lors d'un match de championnat face au Sunderland AFC en marquant le seul but de la partie, après être entré en jeu. Il permet ainsi à Watford de gagner son premier match à domicile de la saison depuis le mois de novembre 2023,.

### En sélection
En octobre 2023, Ryan Andrews est convoqué pour la première fois avec l'équipe d'Angleterre des moins de 20 ans. Il joue son premier match pour cette sélection le 12 octobre 2023 contre la Roumanie. Il est titularisé et son équipe est battue par deux buts à zéro.